# Scotts (musikgrupp)
Scotts är ett svenskt dansband från Lidköping, startat 1992. Det verkade på amatörbasis fram till 2008 och har därefter deltagit i Dansbandskampen, Melodifestivalen och gett ut album som På vårt sätt och Längtan.

## Historik

### Tidiga år, 2008
Scotts bildades 1992. Man deltog i Dansbandskampen 2008, där man slutade på andra plats bakom Larz-Kristerz och uttalade sin satsning på att bli ett heltidsdansband. 
Den 19 december 2008 släppte bandet sitt andra album På vårt sätt, som i  januari 2009 toppade den svenska albumlistan. Albumet har tilldelats platinacertifikat då det har sålts i mer än 40 000 exemplar. Även singeln "Om igen" tog sig in på den svenska singellistan, där den låg under perioden 18 december 2008–9 januari 2009, som högst på 27:e plats.

### 2009–2010
I Melodifestivalen 2009 gick melodin "Jag tror på oss" vidare från deltävling ett till andra chansen, där den slogs ut. Låten tog sig in på den svenska singellistan den 13 mars 2009 och låg sedan kvar i tre veckor på listan och placerade sig som högst på 32:a plats. Senare samma år, den 29 juli, släppte Scotts sitt tredje album Längtan som även innehöll "Jag tror på oss" som bonusspår. Den 7 augusti 2009 gick albumet direkt in och högst upp i topp på den svenska albumlistan. Efter ungefär två veckor hade albumet sålts i över 20 000 exemplar och uppnått nivån för guldskiva. Låten "Underbar" från detta album gick även in på Svensktoppen, där den låg i två veckor under perioden 23-30 augusti 2009..
År 2009 belönades bandet med utmärkelserna Årets sångare (Henrik Strömberg) samt Årets keyboardist (Claes Linder) i dansbandsgalan Guldklaven. Året därpå, 2010, vann bandet utmärkelsen Årets basist (Roberto Mårdstam) i Guldklaven. År 2009 tilldelades Roberto Mårdstam utmärkelsen Årets basist i priset Guldsladden. Samma år utsågs även Henrik Strömberg till Årets sångare och bandet vann även kategorin Årets bugghit ("Underbar") i Guldsladden. Scotts har vid två tillfällen varit grammisnominerade (år 2010 respektive 2015).
Den 21 april 2010 släppte Scotts albumet Vi gör det igen med låtar skrivna av bland andra Martin "E-Type" Eriksson och Henrik Sethsson. På detta album fanns även en tolkning av "Kristina från Vilhelmina" samt en duett med Drifters i en cover på det danska Eurovision-bidraget "In a Moment Like This'", som slutade på fjärde plats i den europeiska finalen 2010. Låten "Jag ångrar ingenting" från detta album gick in på Svensktoppen den 25 juli 2010.

### Senare år
Scotts har även tillsammans med andra kända dansband gett ut ett flertal samlingsskivor i samarbete med kvällstidningen Expressen. Scotts samlingsskivor har sålts i sammanlagt cirka 130 000 exemplar.
Bandet genomförde drygt 150 spelningar under 2013. Scotts blev även utvalda till arrangörernas favorit under 2012 och 2013.
Den 11 oktober 2013 släppte Scotts singeln "Hurt", skriven av Måns Zelmerlöw, Linda Sundblad och Dimitri Stassos. Under sommaren 2014 släppte bandet sommarsingeln "Juni, juli, augusti", som den första singeln från deras nya album som skulle släppas under hösten. Under hösten 2014 släppte bandet så ett album med titeln Tre år senare. Albumet utkom den 12 november 2014 och innehöll enbart nyskrivet material på svenska och engelska, signerat kända låtskrivare som Jascha Richter (Michael Learns to Rock), Billy Bremner, Tim Larsson och Henrik Sethsson med flera. Den 20 oktober 2014 hade albumets andra singel "Novemberregn" premiär i Sveriges Radio.

## Medlemmar

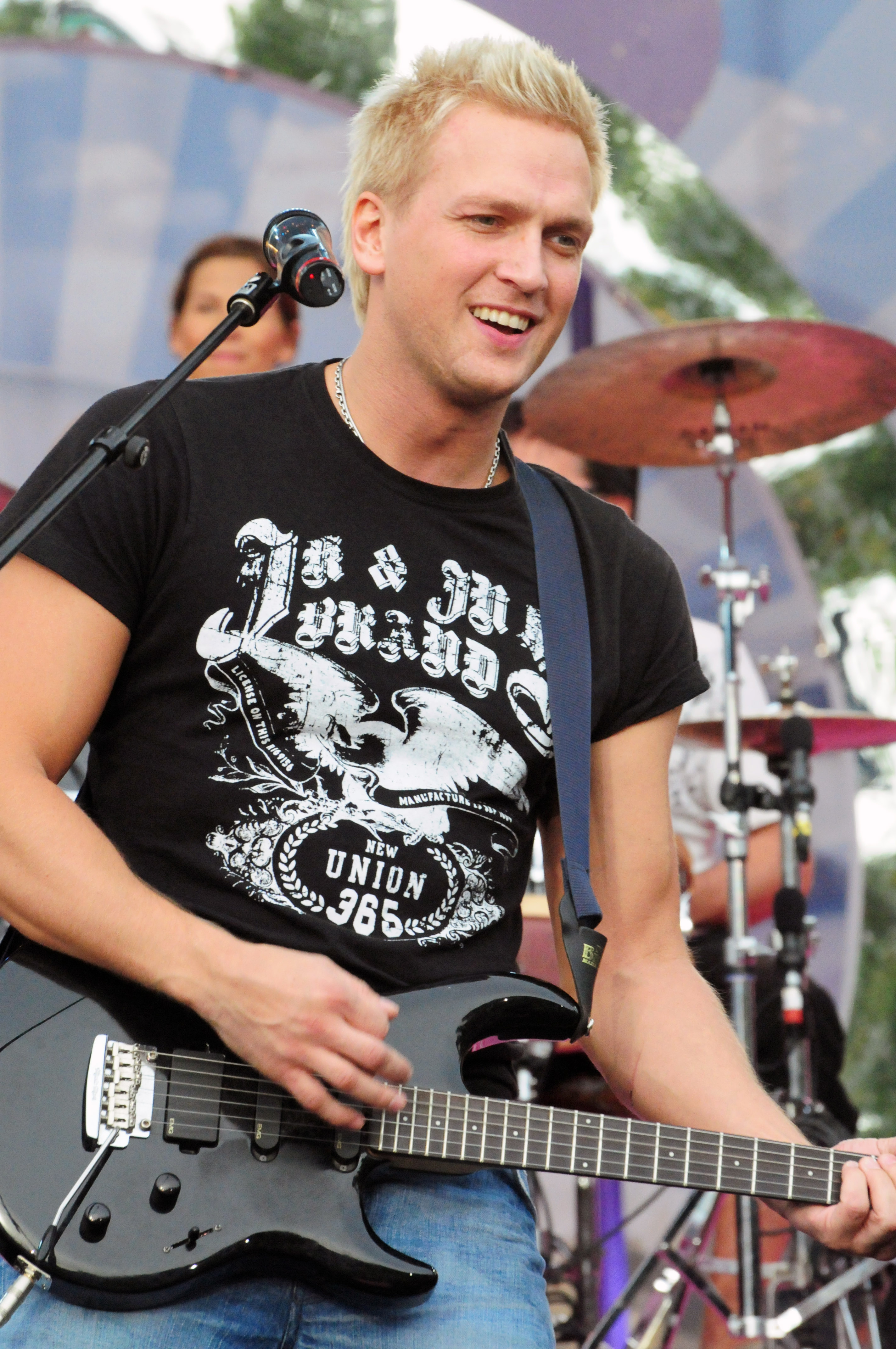
Henrik Strömberg vid Sommarkrysset 2009.

- Henrik Strömberg - sång, gitarr
- Roberto Mårdstam - bas
- Claes Linder - keyboard
- Jakob Lindahl - trummor

### Tidigare medlemmar
- Johan Andersson trummor
- Jimmy Paulsson - sång och klaviatur
- Håkan Pålsson - trummor och sång
- Mikael Peterson - bas
- Rickard Lans - klaviatur
- Per-Erik "Lillen" Tagesson - trummor

## Diskografi

### Album
| Titel             | Utgivning |
| ----------------- | --------- |
| Om det känns rätt | 1992      |
| På vårt sätt      | 2008      |
| Upp till dans     | 2009      |
| Längtan           | 2009      |
| Vi gör det igen   | 2010      |
| Tre år senare     | 2014      |

### Singlar
| Titel                                                      | Utgivning |
| ---------------------------------------------------------- | --------- |
| En blick, en dans, en kyss (One Dance, One Rose, One Kiss) | 2001      |
| Du                                                         | 2004      |
| Big Boys'n Pink Ladies                                     | 2006      |
| Om igen                                                    | 2008      |
| Jag tror på oss                                            | 2009      |
| Hurt                                                       | 2013      |
| Juni, juli, augusti                                        | 2014      |
| Novemberregn                                               | 2014      |
| När sista dansen är slut (från tv-serien "Ut i Bögda")     | 2016      |
| Tio spänn                                                  | 2017      |
| Dansbandsmedley                                            | 2018      |
| Sommar i Värmland                                          | 2019      |

### DVD
| Titel                                                      | Utgivning |
| ---------------------------------------------------------- | --------- |
| På väg till Malung med Scotts (innehåller även en unik CD) | 2010      |

## Melodier på Svensktoppen
- Marias kärlek - 2001
- En blick, en dans, en kyss (One Dance, One Rose, One Kiss) - 2001
- Om igen - 2009
- Underbar - 2009
- Jag ångrar ingenting - 2010

### Testade på Svensktoppen
Melodier testade på Svensktoppen, men som missade svensktoppslistan.
- Cassandra - 1999
- Leker med elden - 2002
- Jag tror på oss - 2009